# Кристина Луиза фон Йотинген-Йотинген
Кристина Луиза фон Йотинген-Йотинген (на немски: Christine Luise von Oettingen-Oettingen; * 30 март 1671, Йотинген; † 12 ноември 1747, Бланкенбург) е принцеса от Йотинген-Йотинген в Швабия и чрез женитба херцогиня на Брауншвайг и Люнебург и княгиня на Брауншвайг-Волфенбютел (1731 – 1735). Баба е на императрица Мария Тереза, на руския цар Петър II, на пруската кралица Елизабет Кристина и на датската кралица Юлиана.

## Живот
Дъщеря е на княз Албрехт Ернст I фон Йотинген-Йотинген (1642 – 1683) и първата му съпруга херцогиня Кристина Фридерика фон Вюртемберг (1644 – 1674), дъщеря на херцог Еберхард III фон Вюртемберг и първата му съпруга Анна Катарина Доротея фон Залм-Кирбург.
След смъртта на майка ѝ тя е възпитавана в Аурих в двора на леля ѝ Кристина Шарлота от Източна Фризия (1645 – 1699). Играе там в театър и се запознава с бъдещия си съпруг Лудвиг Рудолф (* 22 юли 1671, Волфенбютел; † 1 март 1735, Брауншвайг) от род Велфи, херцог на Брауншвайг и Люнебург. На 22 април 1690 двамата се женят в Аурих. От 1690 до 1707 г. той е граф на Бланкенбург, от 1707 до 1731 г. княз на Бланкенбург и от 1731 до 1735 г. княз на Брауншвайг-Волфенбютел.
Кристина Луиза умира на 12 ноември 1747 г. на 76 години в Бланкенбург, Саксония-Анхалт. Погребана е до съпруга си в катедралата на Брауншвайг.

## Деца
Кристина Луиза и Лудвиг Рудолф имат четири дъщери:
- Елизабет Кристина (1691 – 1750), омъжена на 23 април 1708 г. за император Карл VI (1685 – 1740), става майка на императрица Мария Тереза (1717 – 1780)
- Шарлота Августа (1692 – 1692)
- Шарлота Кристина (1694 – 1715), омъжена на 25 октомври 1711 г. в Торгау за царевич Алексей Петрович (1690 – 1718), син на руския цар Петър I Велики
- Антоанета Амалия (1696 – 1762), омъжена на 15 октомври 1712 г. в Брауншвайг за херцог Фердинанд Албрехт II (1680 – 1735), наследник на Брауншвайг-Волфенбютел.